# Digital Image Design
Digital Image Design Ltd., couramment appelé D.I.D., était une société britannique de développement de jeu vidéo basée à Runcorn puis Warrington, dans le comté de Cheshire. Fondée en 1989 par les programmeurs Martin Kenwright et Phil Allsopp, la société s'est fait connaître en développant des simulateurs de vol et de combat spatial à base de moteur 3D avancés. Après plusieurs hits comme F29 Retaliator, Epic, RoboCop 3 ou encore TFX (en), la société a été rachetée par Infogrames en 1998 puis finalement revendue à Rage Software, disparu depuis. La plupart des cadres ont quitté la structure à la suite de ces rachats. Martin Kenwright est notamment parti fonder Evolution Studios.

## Productions
L'éditeur historique de Digital Image Design était Ocean Software. Les premiers jeux ont été développés sur Amiga, Atari ST et DOS puis seulement sur PC.
- 1989 - F29 Retaliator (en)
- 1991 - Epic (en)
- 1992 - RoboCop 3
- 1993 - TFX (en)
- 1994 - Inferno (en)
- 1996 - EF2000
- 1996 - iF-16
- 1997 - F-22 Air Dominance Fighter
- 1998 - F22 Total Air War (Infogrames)
- 1998 - Wargasm (Infogrames)
- 2001 - Eurofighter Typhoon (Rage Software, Ubi Soft)

## Technologie
- Le 3Dream, moteur 3D conçu par D.I.D. et utilisé pour les jeux Wargasm, Eurofighter Typhoon et eRacer.